# Liste der Monuments historiques in Courquetaine
Die Liste der Monuments historiques in Courquetaine führt die Monuments historiques in der französischen Gemeinde Courquetaine auf.

## Liste der Bauwerke
| Bezeichnung   | Beschreibung                       | Standort                     | Kennzeichnung | Schutzstatus | Datum | Bild           |
| ------------- | ---------------------------------- | ---------------------------- | ------------- | ------------ | ----- | -------------- |
| Schloss       | Erbaut Anfang des 17. Jahrhunderts | 2, rue de Villepatour (Lage) | PA00086911    | Inscrit      | 1989  | weitere Bilder |
| Kirche St-Leu |                                    | Ozouer (Lage)                | PA00087186    | Inscrit      | 1926  | weitere Bilder |

## Liste der Objekte
Zum Verständnis siehe: Kirchenausstattung
- Monuments historiques (Objekte) in Courquetaine in der Base Palissy des französischen Kultusministeriums